# Павленко, Дмитрий Владимирович (альпинист)
Павленко Дмитрий Владимирович (14 декабря 1968, Тольятти — 20 июля 2023, пик Победы) — советский и российский альпинист, мастер спорта СССР. Дважды удостоен Piolets d'Or. Горный гид, инструктор, тренер. Автор крупнейшего на территории стран бывшего Советского Союза видео-гайдбука.

## Биография
Родился в Тольятти, где переболел туберкулезом. В юности с родителями переехал в Сургут, там попал в первую секцию альпинизма, занимался у Сергея Безверхова. Однако вскоре из-за конфликта с другим членом руководства клуба был выгнан. Попал к тренеру Сергею Борисову, у которого закрыл первый спортивный разряд, а позже и КМС.
В 2002 г. переехал в Бишкек, благодаря чему получил возможность совершать десятки соло-восхождений высокой категории трудности в Ала-Арче. В районе прошел около 90 уникальных маршрутов, по многим из них снял видео-гид. Построил две хижины на высотах 3300 и 4000 м, которые после окончания спортивной деятельности планировал передать федерации альпинизма республики Кыргызстан.

## Гибель
Пропал без вести с женой Светланой Павленко и двумя клиентами при восхождении на пик Победы по маршруту Абалакова 6А. Группа перестала выходить на связь в ночь с 19 на 20 июля 2023 года. Спутниковый трекер одного из клиентов показал, что группа поднялась до высоты 7300 метров, затем очень медленно начала спуск, после чего произошло резкое падение высоты на несколько сотен метров. Предположительная причина гибели – лавина.
МЧС Кыргызстана были организованы поиски пропавшей группы. После выполнения поисково-спасательных работ тремя группами спасателей и облёта предполагаемого места падения альпинистов поисковые работы были прекращены.

## Значимые восхождения
- 1994 г. Руководитель восхождения на п. Свободная Корея (Ала-Арча) 6А
- 1996 г. Восхождение на п. Корона (Ала-Арча) 6А
- 1997 г. Участник первопрохождения нового маршрута на Макалу 6Б – в составе команды награжден «Золотым ледоробуом»[15]
- 1998 г. Первопрохождение северной стены Хан-Тенгри 6A
- 2004 г. Участник восхождения по новому маршруту на пик Жанну в рамках проекта «Русские стены мира» 6Б – в составе команды награжден «Золотым ледоробуом»[16]
- 2009 г. Соло первопрохождение на пик Корона 5Б
- 2009 г. Соло восхождение на пик Свободная Корея 6А
- 2015 г. Восхождение в двойке на пик Свободная Корея 6А
- 2018 г. Соло первопрохождение на пик Корона 5Б
- 2019 г. Руководитель восхождения на пик Свободная Корея 6А
- 2020 г. Соло первопрохождение на пик Свободная Корея 6А
- 2020 г. Восхождение в двойке на пик Свободная Корея 6А
- 2020 г. Руководитель восхождения на пик Искандер 6А
- 2020 г. Руководитель восхождения на пик Свободная Корея 6А (два маршрута)
- 2022 г. Соло первопрохождение на пик Свободная Корея 5Б
- 2022 г. Первопрохождение на пик Свободная Корея 6А
- 5(6?) восхождений на пик Победы, из которых 3(4?) в качестве гида.

### Статистика восхождений
За свою карьеру совершил более 500 восхождений. Статистика по категориям сложности:
| Категория сложности | Восхождений |
| ------------------- | ----------- |
| 1Б                  | 9           |
| 2А                  | 17          |
| 2Б                  | 34          |
| 3А                  | 28          |
| 3Б                  | 78          |
| 4А                  | 88          |
| 4Б                  | 86          |
| 5А                  | 124         |
| 5Б                  | 57          |
| 6А                  | 13          |
| 6Б                  | 2           |